# مینوری ساتو
مینوری ساتو (ژاپنی: 佐藤 穣؛ زادهٔ ۲ مارس ۱۹۹۱) بازیکن فوتبال اهل ژاپن است.
از باشگاه‌هایی که در آن بازی کرده‌است می‌توان به باشگاه ورزشی المعیذر، باشگاه فوتبال اسکونتو، باشگاه فوتبال ونتسپیلس، باشگاه فوتبال گوانگجو، باشگاه فوتبال زسکا خاباروفسک، باشگاه فوتبال داینامو برست، و باشگاه فوتبال بنیادکار اشاره کرد.